# 運輸省大臣官房
運輸省大臣官房（うんゆしょうだいじんかんぼう）は、運輸省に置かれていた内部部局の一つである。2001年1月の中央省庁再編により機能の大半は国土交通省大臣官房へ移行された。

## 所管業務
- 機密に関すること
- 大臣の官印及び省印を管守すること
- 公文書類を接受し、発送し、編集し、及び保存すること
- 国会との連絡に関すること
- 国立国会図書館に関すること
- 調査及び統計に関し、取りまとめをすること
- 広報に関すること
- 公益法人その他の団体に関する許可又は認可に関すること
- 気象に関すること
- 職員の職階、任免、分限、懲戒、服務その他の人事並びに職員の教養及び訓練に関すること
- 職員の衛生、医療その他福利厚生に関すること
- 行政の考査を行うこと
- 法令案の審査その他の法務に関すること
- 部局の設置及び廃止並びに分課に関すること
- 技術の振興、調整及び活用を図ること
- 総合調整及び実施計画の設定に関すること
- 渉外事務に関し、取りまとめをすること
- 運輸審議会の庶務に関すること
- 経費及び収入の予算、決算及び会計並びにこれらの監査に関すること
- 国有財産及び物品を管理すること
- 賠償に関連する輸送の連絡及び統括に関すること
- 運輸に関して、観光事業の発達、改善及び調整を図ること
- 運輸に関して、観光地及び観光施設を調査し、及び改善すること
- 観光宣伝に関すること
- 前各号に掲げるものの外、運輸省の所掌事務で他局及び他の機関の所掌に属さない事務に関すること

大臣官房においては、前項に掲げるものの外、臨時の事務として所掌事務に関する指定生産資材等の割当及び監査に関する事務をつかさどる。

## 組織
- 文書課
- 人事課
- 会計課
- 福祉課
- 調査官

## 官房長
| 氏名     | 在任期間                | 前職       | 後職                 |
| -------- | ----------------------- | ---------- | -------------------- |
| 黒野匡彦 | 1993.07.23 - 1995.06.23 | 鉄道局次長 | 航空局長             |
| 戸矢道博 | 1995.06.23 - 1996.06.25 | 鉄道局長   | 運輸審議官           |
| 土井勝二 | 1996.06.25 - 1997.07.01 | 航空局次長 | 運輸政策局長         |
| 梅﨑壽   | 1997.07.01 - 1999.07.13 | 鉄道局長   | 運輸事務次官         |
| 小幡政人 | 1999.07.01 - 2001.01.06 | 鉄道局長   | 国土交通省大臣官房長 |